# 蒔田俊親
薪田 俊親（まきた としちか、生没年不詳）とは、江戸時代末期から明治時代にかけての浮世絵師。

## 来歴
菊池容斎の門人。俗称は直太郎。東雷、三斎堂と号す。東京の人、麹町三軒家、広尾町に住む。小林清親にも絵を学んだという。作画期は幕末から明治の頃にかけてで、仏画や人物画、花鳥画などを描く。『浮世絵師便覧』には「魚類の錦絵あり」とある。

## 作品
- 「北斎集画」　大判錦絵揃物　※明治18年（1885年）。「范額女勇力図」、「鬼若丸三井寺奪図」、「忠盛一老僧捕図」、「文覚荒行之図」など
- 「交張絵画　長生花猫之図」　大判錦絵　※明治18年、小川多計版
- 「題名不詳(鷹と雀)」　大判錦絵　横浜美術館(小島烏水コレクション)所蔵
- 「題名不詳(鯉の図)」　大判錦絵　横浜美術館(小島烏水コレクション)所蔵
- 「題名不詳(船の図)」 大判錦絵　横浜美術館(小島烏水コレクション)所蔵